# Raffaello Gambino
Raffaello Gambino, född 18 april 1928 i Rom, död 26 augusti 1989, var en italiensk vattenpolomålvakt. Han representerade Italien vid olympiska sommarspelen 1952 i Helsingfors. I den olympiska vattenpoloturneringen 1952 spelade han sju matcher. Gambinos klubblag var  Lazio.